# Zweispaltige Scheinhortensie
Die Zweispaltige Scheinhortensie (Deinanthe bifida) ist eine Pflanzenart aus der Gattung der Scheinhortensien (Deinanthe) in der Familie der Hortensiengewächse (Hydrangeaceae).

## Merkmale
Die Zweispaltige Scheinhortensie ist eine ausdauernde, krautige Pflanze, die Wuchshöhen von 40 bis 70 Zentimeter erreicht. Sie bildet ein Rhizom aus. Die Spitzen der Blätter sind mehr oder weniger zweispaltig. Die Kronblätter sind weißlich. Staubfäden und Staubbeutel sind gelb.
Die Blütezeit ist im Juli und August.
Die Chromosomenzahl beträgt 2n = 34.

## Vorkommen
Der Lebensraum der Zweispaltige Scheinhortensie sind die Bergwälder von Shikoku und Kyushu in Japan.

## Nutzung
Die Zweispaltige Scheinhortensie wird selten als Zierpflanze für Gehölzgruppen genutzt. Sie benötigt einen halbschattigen, kühlen Standort mit humosem Boden.